# Língua nacional
Uma língua nacional é uma língua (ou variação linguística, como um dialeto) que tem alguma conexão – de facto ou de jure – com uma nação. Há pouca consistência no uso deste termo. Uma ou mais línguas faladas como maternas no território de um país podem ser referidas informalmente ou designadas na legislação como línguas nacionais do país, mencionadas em mais de 150 constituições mundiais.
C.M.B. Brann, com referência particular à Índia, sugere que existem "quatro significados bastante distintos" para a língua nacional em uma política:
- "Linguagem territorial" (ctonoleto[3]) de um determinado povo
- "Língua regional" (coraleto)
- "Língua em comum ou da comunidade" (demoleto) usado em todo o país
- "Língua central" (politoleto) usada pelo governo e talvez tendo um valor simbólico

A última geralmente recebe o título de língua oficial. Em alguns casos (por exemplo, nas Filipinas), vários idiomas são designados como oficiais e um idioma nacional é designado separadamente.

## Línguas oficiais versus línguas nacionais
"Língua nacional" e "língua oficial" são melhor entendidas como dois conceitos ou categorias jurídicas com alcances de significado que podem coincidir, ou podem ser intencionalmente separados. As nações apátridas não estão em posição de legislar uma língua oficial, mas suas línguas podem ser suficientemente distintas e bem preservadas para serem línguas nacionais. Algumas línguas podem ser reconhecidas popularmente como "línguas nacionais", enquanto outras podem gozar de reconhecimento oficial em uso ou promoção.
Em muitos países africanos, algumas ou todas as línguas indígenas africanas são oficialmente usadas, promovidas ou expressamente autorizadas a serem promovidas (geralmente ensinadas nas escolas e escritas em publicações importantes) como línguas semioficiais, seja por legislação de longo prazo ou de curto prazo, medidas executivas (governamentais) caso a caso. Para ser oficial, as línguas faladas e escritas podem gozar de uso governamental ou federalizado, grande promoção financiada por impostos ou pelo menos tolerância total quanto ao seu ensino e reconhecimento dos empregadores na educação pública, em pé de igualdade com a(s) língua(s) oficial(ais). Além disso, eles podem ser reconhecidos como uma língua usada na escolaridade obrigatória e o dinheiro do tesouro pode ser gasto para ensinar ou encorajar adultos a aprender uma língua que é minoritária em uma área específica para restaurar sua compreensão e espalhar suas histórias morais, rimas, poemas, frases, canções e outras heranças literárias que promovam a coesão social (onde outras línguas permanecem) ou promovam a diferenciação nacionalista onde outra língua não indígena é preterida.

## Língua Portuguesa e o caso brasileiro
As línguas nacionais podem ser compreendidas como propriedades de grupos específicos: os leitores e falantes dessa língua, ou seja, grupos imaginados como comunidades. Segundo Flora Sussekind, “é preciso inventar retroativamente a nacionalidade desejada, fundar alguma coisa dizendo que, de algum modo, ela já estaria lá.” Nesse sentido, entende-se a ligação de uma língua nacional como a língua falada em um determinado país, de forma a confirmar ou fazer parte do grupo de elementos que dão significado a essa nacionalidade, seja via identificação sociocultural seja na construção da referida identidade nacional, conferindo uma certa relação de pertencimento ao povo.
Desde o século XVII, a Europa trabalhou mais intensamente em processos de padronização das línguas nacionais, muito devendo às misturas linguísticas geradas pelos exércitos multilíngues da Guerra dos 30 Anos. Entre os séculos XVII e XIX, escritores e acadêmicos tiveram um papel fundamental no estabelecimento e difusão de produções em suas respectivas línguas nacionais, principalmente sob influência dos ideais liberais e românticos. Já no século XIX vemos a ascensão de uma educação compulsória, cuja língua de ensino era o vernáculo de cada país e, com esse movimento, boa parte da população seria alfabetizada pela primeira vez já dentro de uma lógica de extensão dos padrões linguísticos considerados oficiais. Ao lado da escolarização padronizada cabe ressaltar a importância dos jornais, cuja difusão realizada pelas ferrovias disseminava a língua padrão de uma forma inédita até aquele momento. Dessa forma, muitos dialetos ou variações locais passaram a ser suprimidos, em maior ou menor grau, em nome de uma língua mais uniforme e normatizada, ainda que idealizada visto a permanência de variantes regionais e sociais que se manifestam na realidade.
Para compreender o conceito de língua nacional no Brasil é necessário retomar a ideia dos processos políticos da formação brasileira quanto nação independente, como a busca de uma identidade nacional, desvinculada de uma cultura simplesmente lusitana. Durante o século XVIII a população portuguesa no Brasil aumentou gradativamente, fazendo do português a língua mais falada antes mesmo da independência, e no início do século XIX já se percebem possíveis esforços para o apagamento de algumas línguas de imigrantes e africanos. Desde o século XIX é possível observar os embates entre puristas (defensores de uma língua portuguesa) e dialetistas (estudiosos de uma língua brasileira), marcados já na Constituição de 1824 e, três anos depois, em uma lei que orientava a criação de escolas de primeiras letras para o ensino da gramática da língua nacional. Note-se a diferença entre a proposta de educar a partir da língua em uso por pedreiros e carpinteiros (como discutido em 1827) e educar tendo como referência a gramática, com a menor influência possível de línguas estrangeiras ou consideradas bárbaras, em busca da construção de uma língua brasileira que não surgia em oposição à língua portuguesa, mas em oposição às línguas indígenas ou brasílicas, bem como em contraste às línguas trazidas pelos africanos. Esse movimento político ia na contramão da perspectiva adotada pelos românticos do início do século, que muitas vezes viam a população rural e indígena como símbolos dos valores nacionais, seus costumes e linguagens eram considerados como tendo menos influências estrangeiras e, dessa forma, seriam fonte de uma língua que poderia ser considerada mais pura.
As línguas nacionais em desenvolvimento também se tornaram símbolos de autonomia política e pontos de atrito na sociedade como um todo, e houve casos nos quais alunos eram punidos por não usarem a língua adotada como nacional. Esse movimento pôde ser observado na Europa no final do século XIX e início do século XX, mas também na década de 1940 no Brasil, com a proibição do uso das línguas italiana, alemã e japonesa em escolas de imigrantes.
O termo língua nacional, portanto, cogita uma postura política estabelecida como um processo de normatização do uso da escrita do português brasileiro, que abarca usos diários no falar e escrever. Tensões políticas e sociais também eram percebidas na forma de ensinar a língua, bem como os usos e disputas na imprensa, que permitia a grupos considerados marginalizados na sociedade oitocentista brasileira ganharem espaço não apenas nas discussões acerca da abolição, mas também sobre a nacionalidade e identidade linguística. Por este processo, torna-se necessário refletir também sobre a importância da literatura do século XIX para que as questões de língua ganhassem espaço, sendo referência na maneira de escrever e na forma como a língua era entendida.[t]
Já no século XX, com a popularização da comunicação de massa via rádio, depois vídeo e, entre os séculos XX e XXI com o advento da internet, novas formas de disputa ganharam terreno no campo da língua portuguesa. Alguns puristas ainda consideram que os portugueses são, de alguma forma, donos da língua, e que o ensino em países da CPLP (Comunidade dos Países de Língua Portuguesa) deve obedecer às normas lusitanas. Houve o Acordo Ortográfico de 1990, implantado com dificuldade ou simplesmente não implantado em algumas localidades, e uma nova demanda a partir do surgimento de redes sociais – o que de certa forma deixa o acordo de 1990 datado, reflexo de uma realidade linguística que já não existe. Cabe pensar, novamente, em afirmações e estratégias culturais para o desenvolvimento de uma língua que compreende mais de 240 milhões de falantes, seja no sentido de fortalecer a língua portuguesa como um todo composto de variantes, seja para afirmar alguma variante específica em iniciativas de independência e autodeterminação linguística.